# Chiara Negrini
Chiara Negrini (ur. 27 kwietnia 1979 w Chiaravalle) – włoska siatkarka grająca na pozycji przyjmującej. Od sezonu 2016/2017 występuje w drużynie Lardini Filottrano.

## Sukcesy klubowe
Puchar Challenge:
- 2009

Puchar Włoch:
- 2011

Mistrzostwo Włoch:
- 2011

## Sukcesy reprezentacyjne
Igrzyska Śródziemnomorskie:
- 2005